# Eva Víšková-Mrákotová
Eva Víšková, roz. Mrákotová (* 8. července 1952 Pardubice) je šperkařka a glyptička, spoluautorka kopií několika korunovačních klenotů.

## Život
Eva Víšková-Mrákotová pochází z rodiny zlatníka a rytce. V mládí navštěvovala Lidovou školu a poté v letech 1967-1971 studovala na Střední uměleckoprůmyslové škole šperkařské v Turnově. Již během studia se zabývala figurálním rytím v horském křišťálu a drahých kamenech. Její první zakázkou na konci 3. ročníku studia byla rytina Zvěrokruhu v horském křišťálu pro družstvo Granát. Po absolvování školy pracovala pro Družstvo umělecké výroby Granát v Turnově a učila na pardubické Lidové škole. Roku 1982 získala osvědčení Mistr umělecké řemeslné práce, které jí umožnilo restaurovat, obnovovat či pořizovat repliky uměleckořemeslných památek. Předmět rytí drahých kamenů vyučovala v letech 2005-2013 na SUPŠ v Turnově. Žije a pracuje v Pardubicích.
Zúčastnila se šperkařských symposií v Turnově (2007, 2009) a v Kamenickém Šenově (2008). Samostatně vystavuje od roku 1978.

## Dílo

### Glyptika
Eva Víšková úspěšně oživila staré řemeslo a postupně ovládla všechny speciální techniky - intaglie, kameje i plastické broušení. Zpracovávala dobové monogramy, erby, pečetidla s heraldickými motivy, plastické květy pro exkluzivní šperky, dívčí hlavičky a portréty jako křišťálové intaglie. Osobité a živě modelované jsou její dívčí akty, hlavičky i torza ve vltavínu. Řadu let vytvářela autorské rytiny a vazbou na určitou knihu nebo hudební dílo pro pražské vydavatelství krásných bibliofilií Lyra Pragensis.

### Restaurování
Eva Víšková restauruje starožitné šperky a drobné předměty ze slonoviny a rohoviny, doplňuje chybějící části nebo vytváří repliky.

### Repliky středověkých klenotů
V 70. letech vytvořila např. kopii prstenu Petra Voka nebo kopii Prádlerovy medaile, vztahující se k založení Univerzity Karlovy, v křišťálu.
Repliku koruny, kterou dal zhotovit ve 40. letech 14. století Karel IV.,pro svou korunovaci římským králem, vytvořil roku 2016 zlatník Jiří Urban. Jde o první českou repliku koruny uložené v klenotnici Katedrály v Cáchách. Rozměrná koruna o průměru 21 cm a výšce 35 cm je zhotovena z pozlaceného stříbra a zdobena 21 antickými gemami, 57 drahými kameny a více než 100 perlami. Kopie (2016) je výjimečná tím, že na rozdíl od předchozích kopií korun je zdobena pravými drahými kameny - acháty, smaragdy a onyxy. Eva Víšková-Mrákotová je autorkou kopií antických gem.
Podílela se také na kopii císařské koruny Napoleona Bonaparte, kterou Jiří Urban zhotovil roku 2022 pro soukromého sběratele. Originál koruny z roku 1815 je v galerii Louvre. Napoleonova koruna je volnou nápodobou koruny Karla Velikého, zničené během Velké francouzské revoluce. Sestává z obroučky, z níž vybíhá osm půloblouků – kamar, které se na vrcholku protínají a završuje je koule s křížkem. Oblouky vycházejí z osmi rostlinných motivů nízké kovotepané (ciselované) korunky, střídajících se s kruhovým zdobným prvkem. Koruna je osazena čtyřiceti kamejemi v kameni, uspořádanými ve čtyřech řadách na osmi poloobloucích. Eva Víšková-Mrákotová vytvořila repliky kamejí v přírodním kameni s co nejvěrnějším zbarvením.

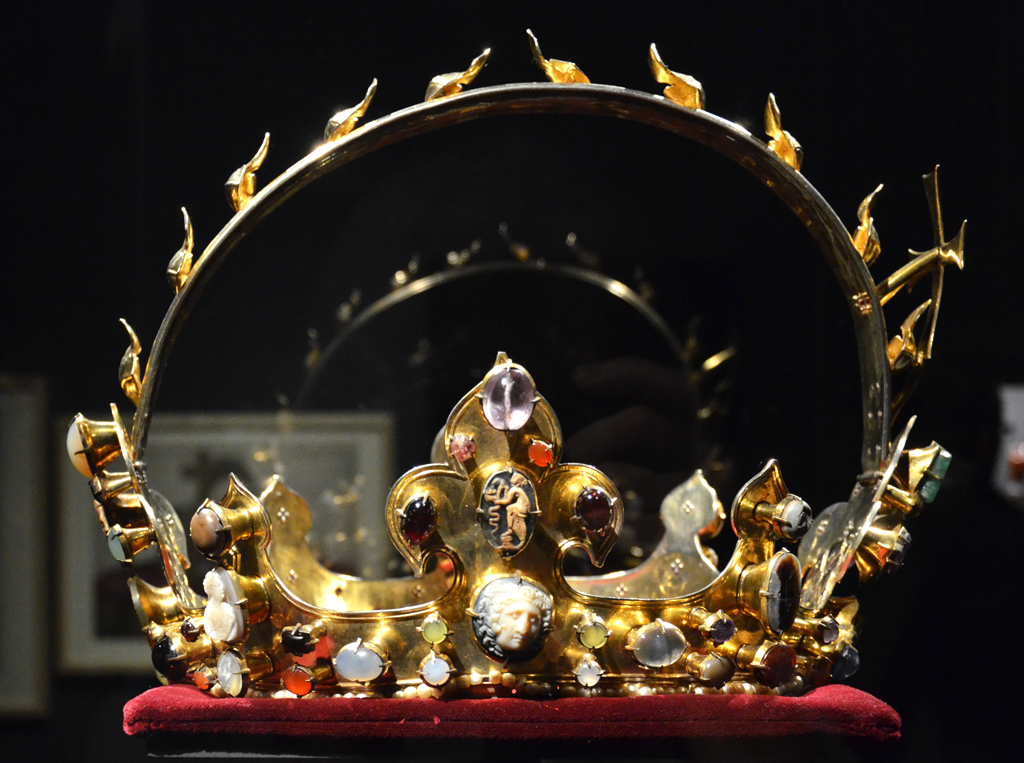
Koruna římského krále Karla IV., Cáchy
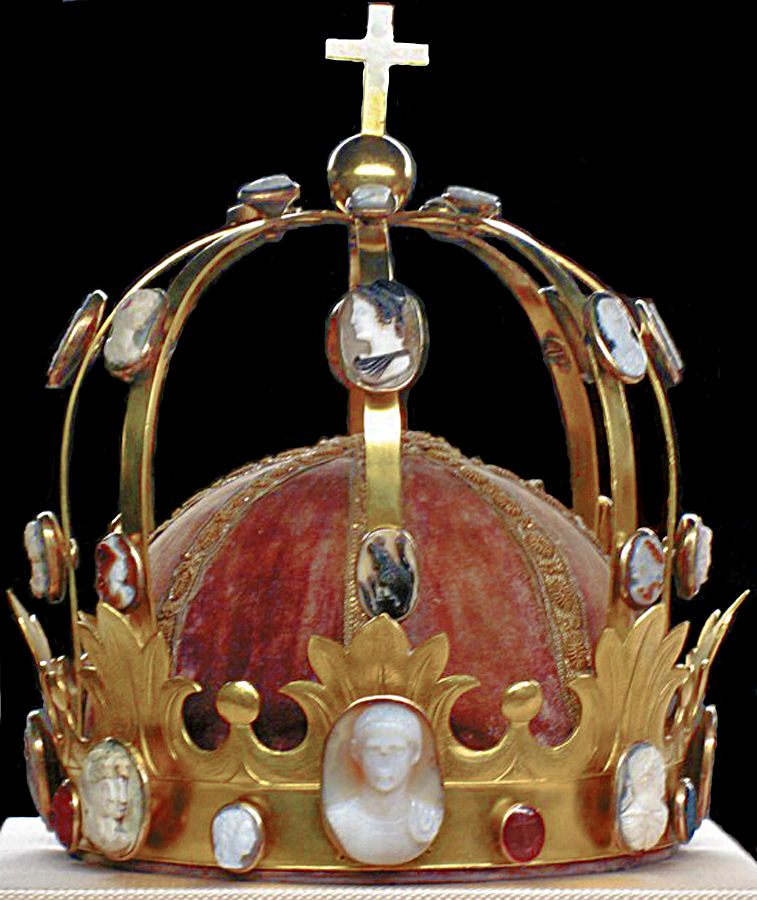
Císařská koruna Napoleona Bonaparte

### Zastoupení ve sbírkách
- Národní muzeum v Praze
- Muzeum Českého ráje Turnov
- Muzeum Týn nad Vltavou
- Muzeum Pardubice

### Výstavy

#### Autorské
- 1978 Praha
- 1980 Poděbrady
- 1983 Praha
- 1986 Praha
- 1990 Praha
- 1992 Hradec Králové
- 2000 Nasavrky
- 2004 Idar-Oberstein
- 2009 Opava
- 2012 Mázhaus Pardubice
- 2013 Eva Víšková: Glyptika, Muzeum Českého ráje, Turnov
- 2015 Eva Víšková-Mrákotová: Glyptika - šperk, Galerie Univerzity Pardubice[2]
- 2017 Ateliér Moravec - Čipera
- 2021 Poslové z vesmíru, Muzeum Zlín[13]

#### Kolektivní (výběr)
- 1977 10 let Lyry Pragensis, Praha
- 1980-1984 Drahé kameny Československa, Waršava, Bratislava, Brno, Praha, Drážďany, Idar-Oberstein, Vídeň, Herz, Paříž
- 1987 Užité umění výtvarných umělců do 35 let, Mánes, Praha
- 1989 Výtvarná bilance 89, Krajská galerie, Hradec Králové